# سینه‌بادکنک باشکوه
سینه‌بادکنک باشکوه (نام علمی: Fregata magnificens) نام یک گونه از سرده سینه‌بادکنک‌ها است.

## نگارخانه

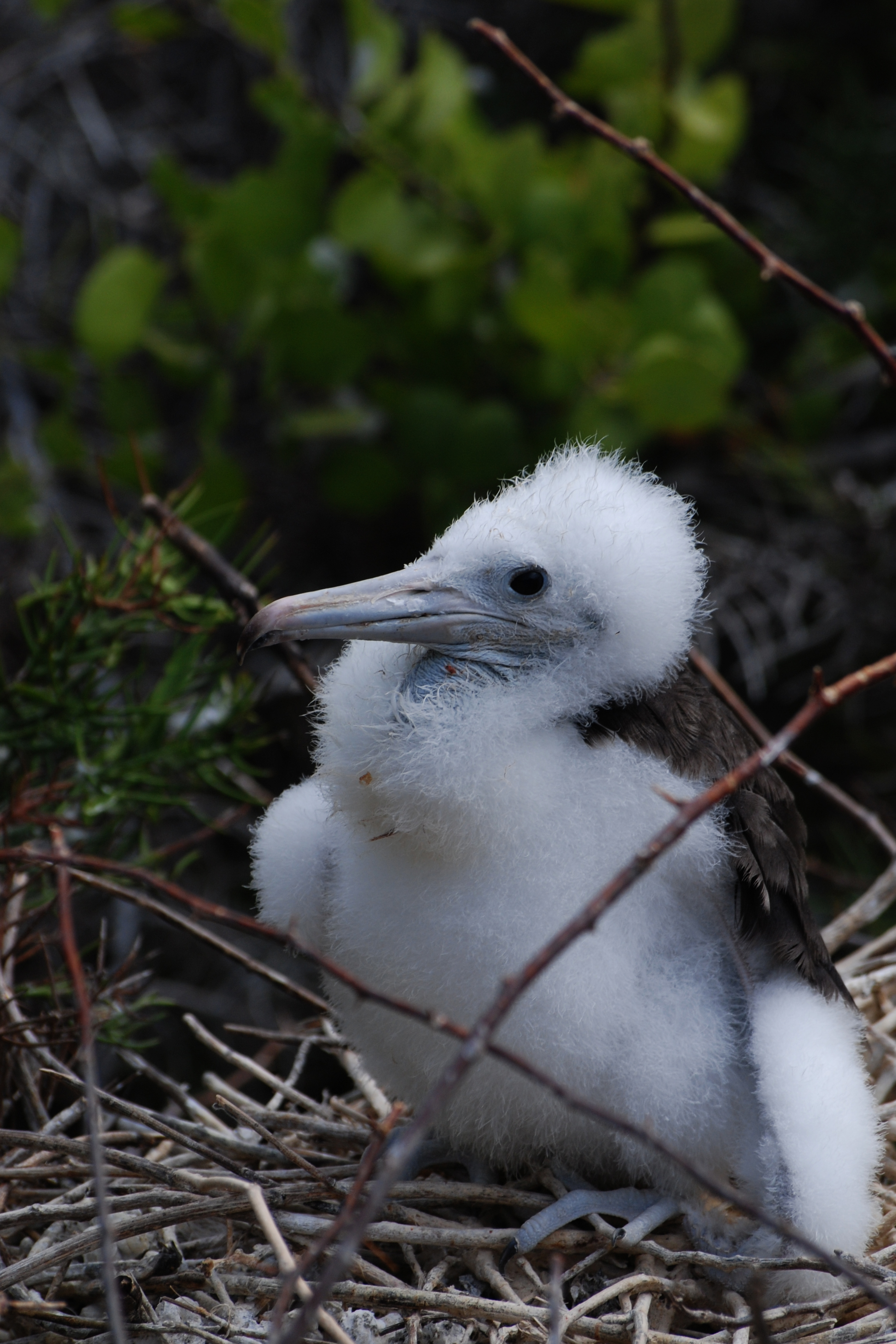
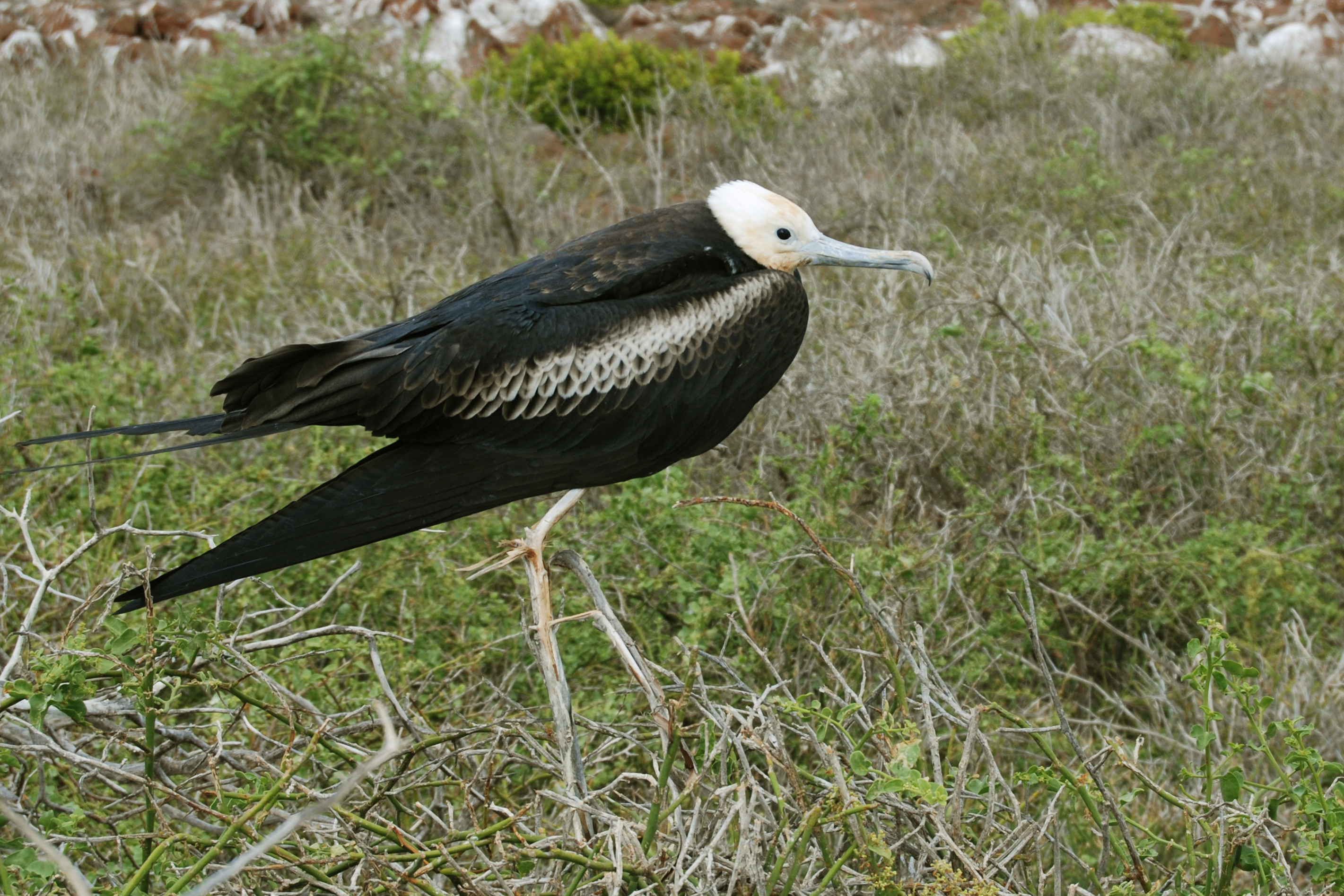
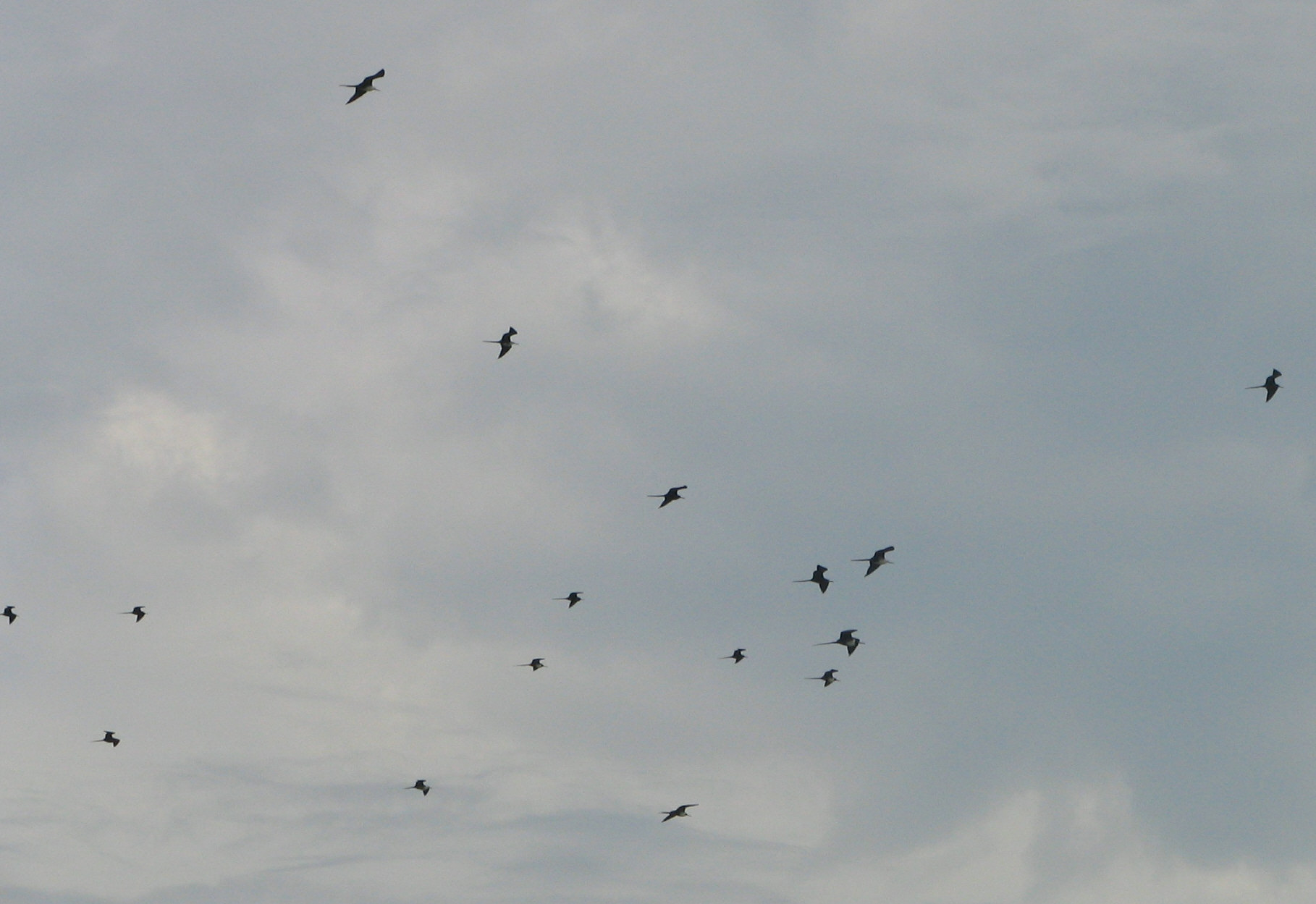
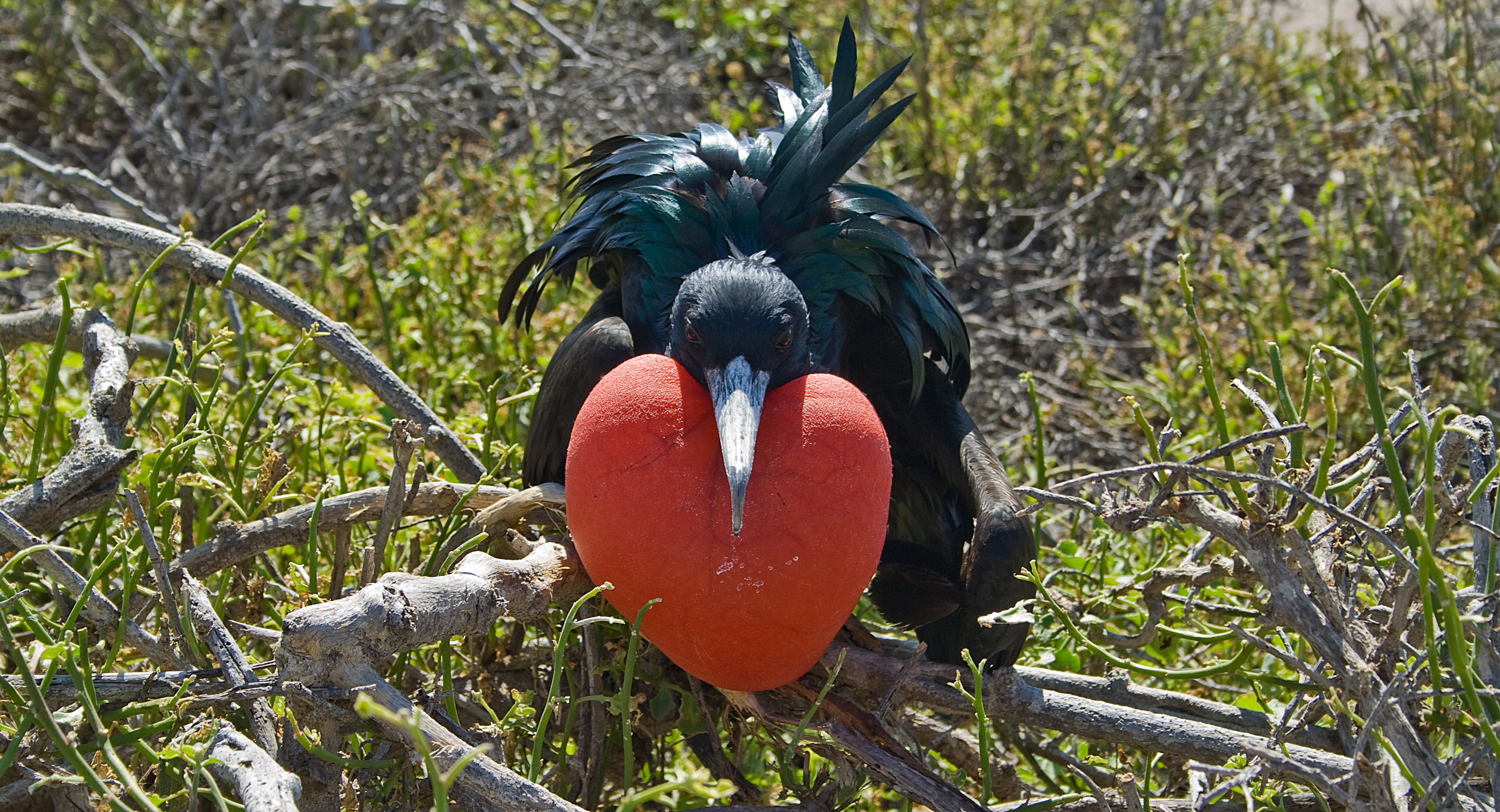
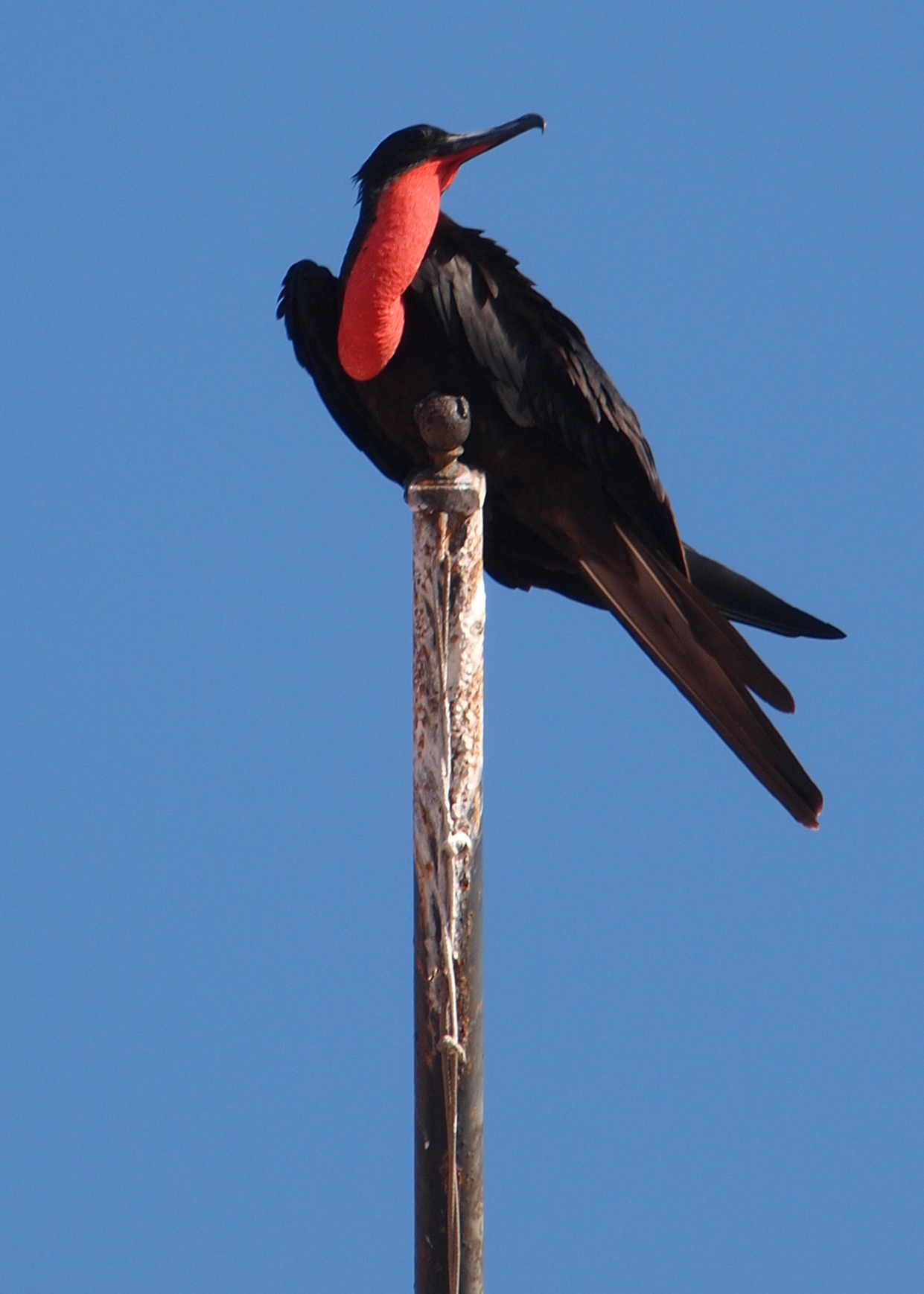
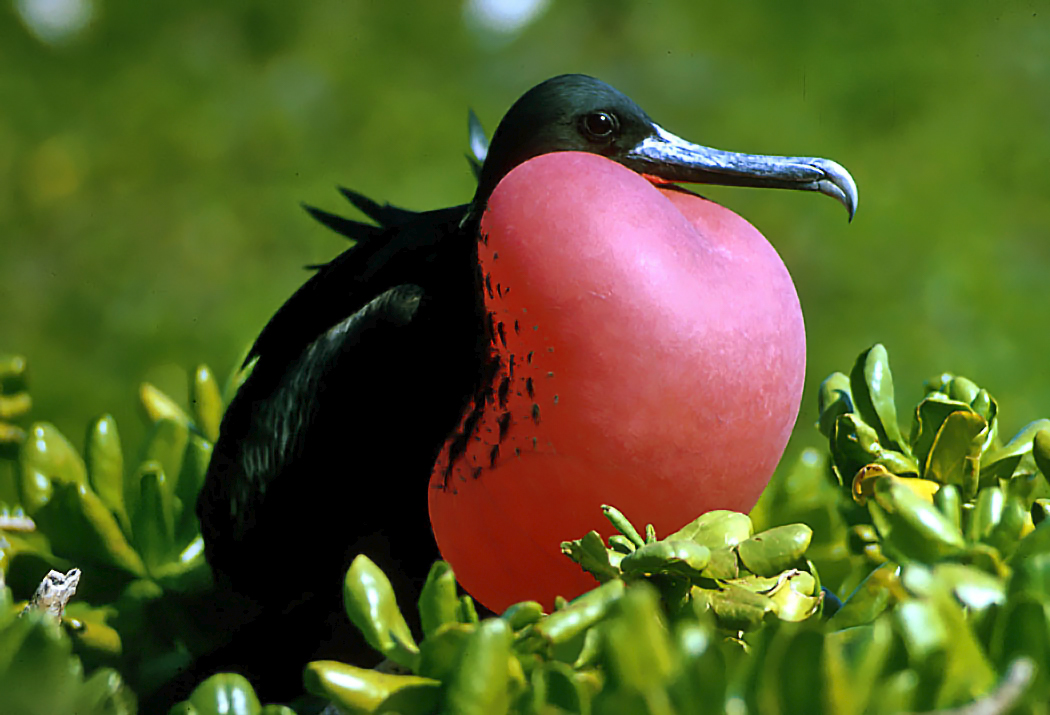
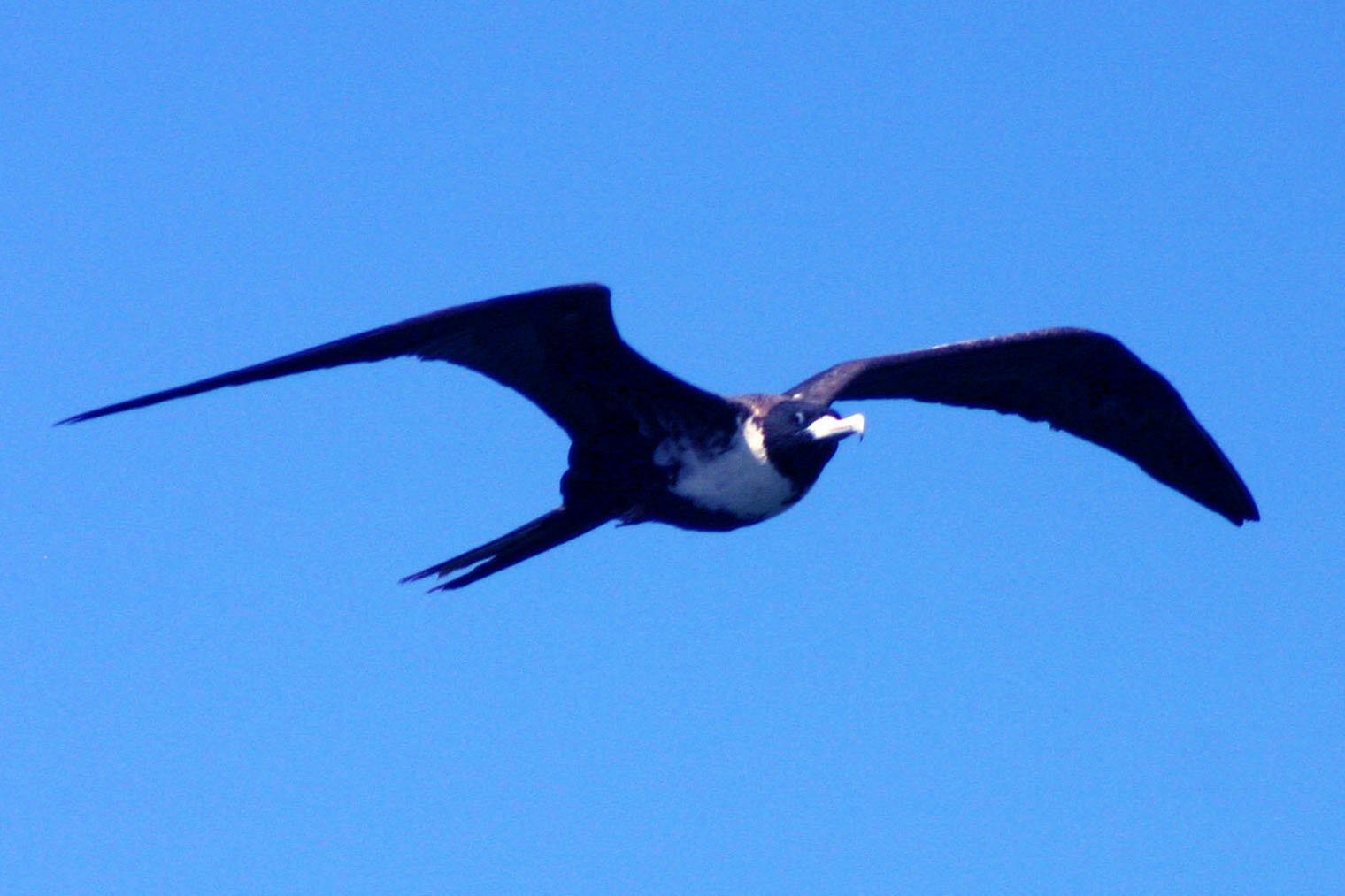
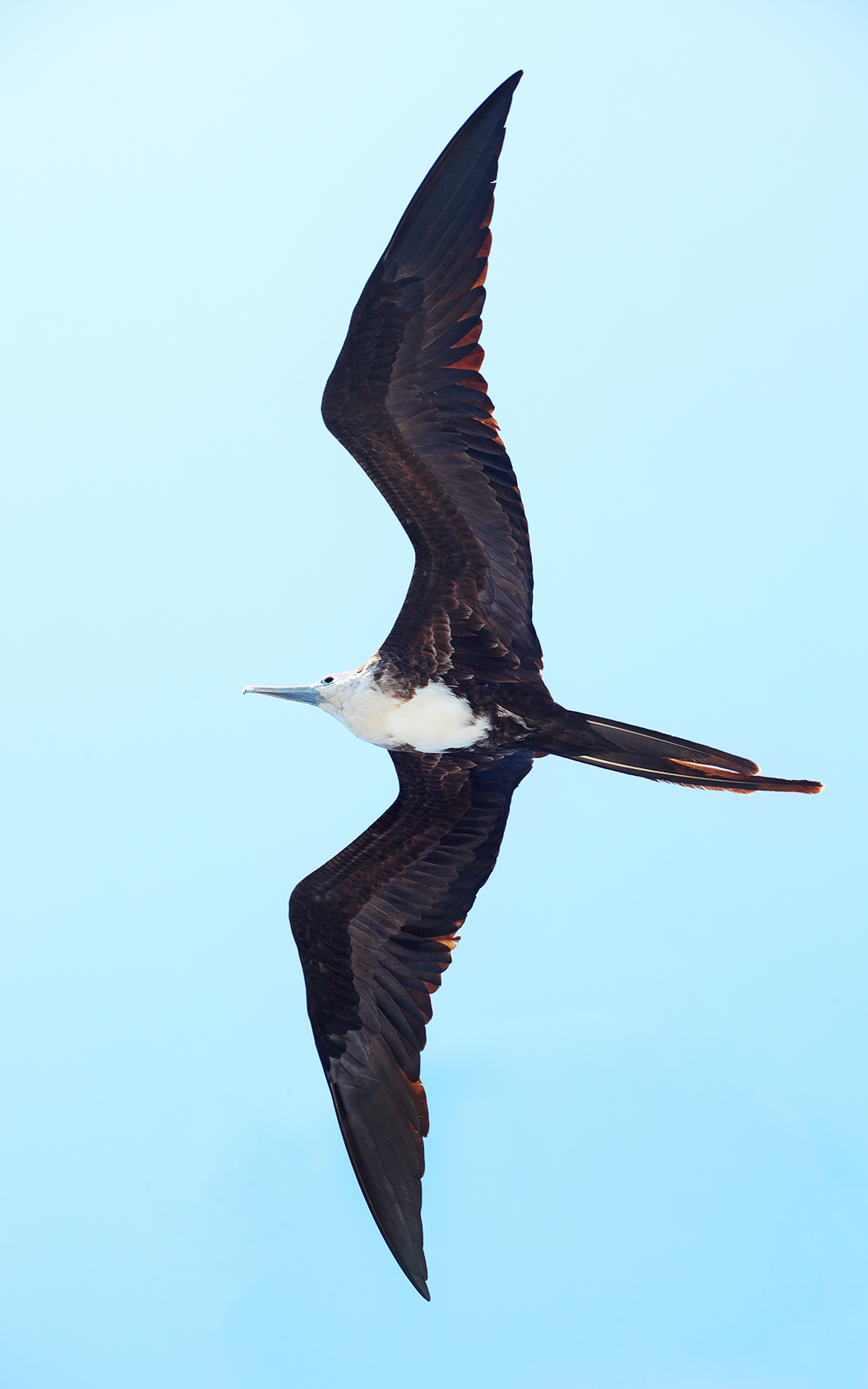
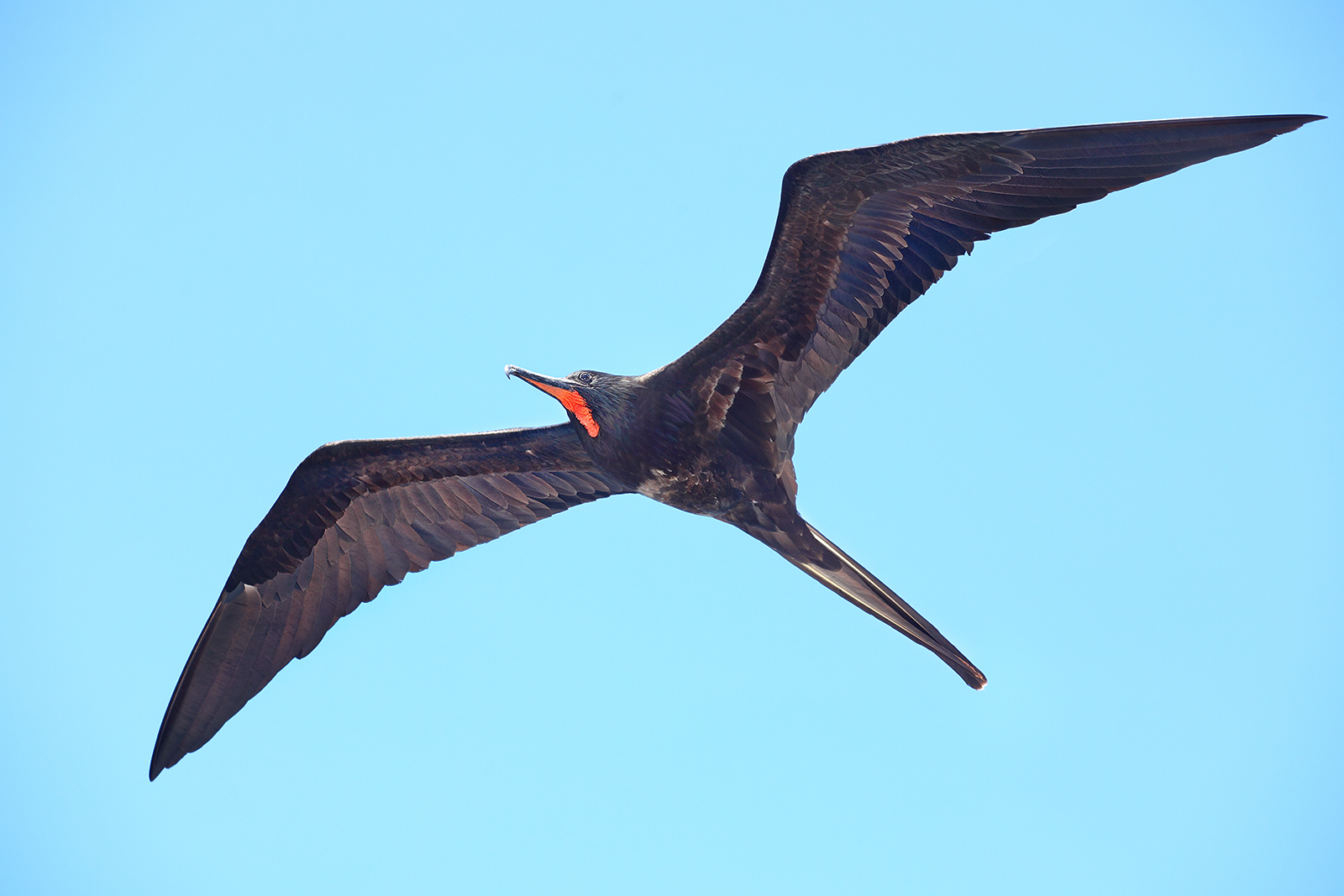
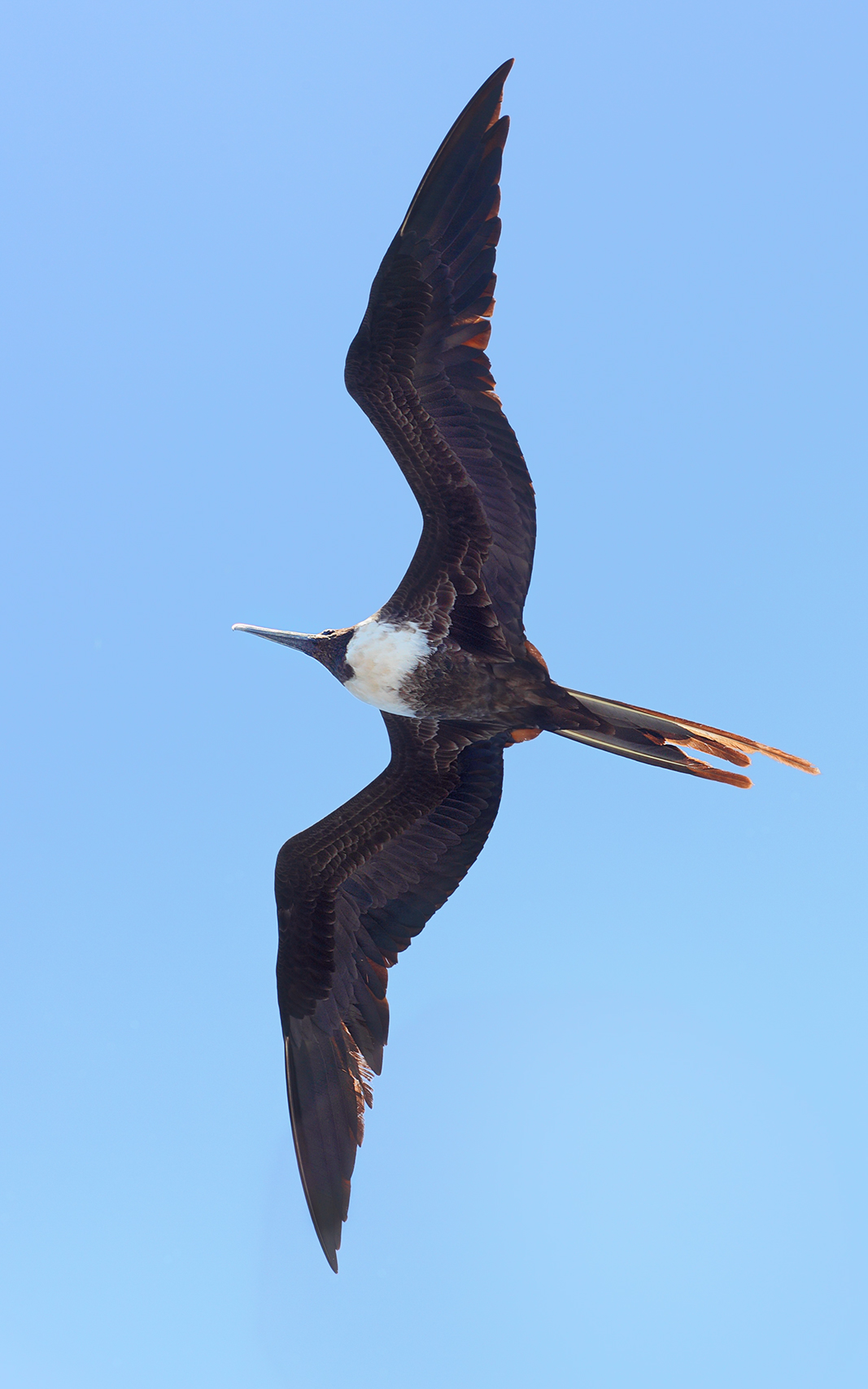
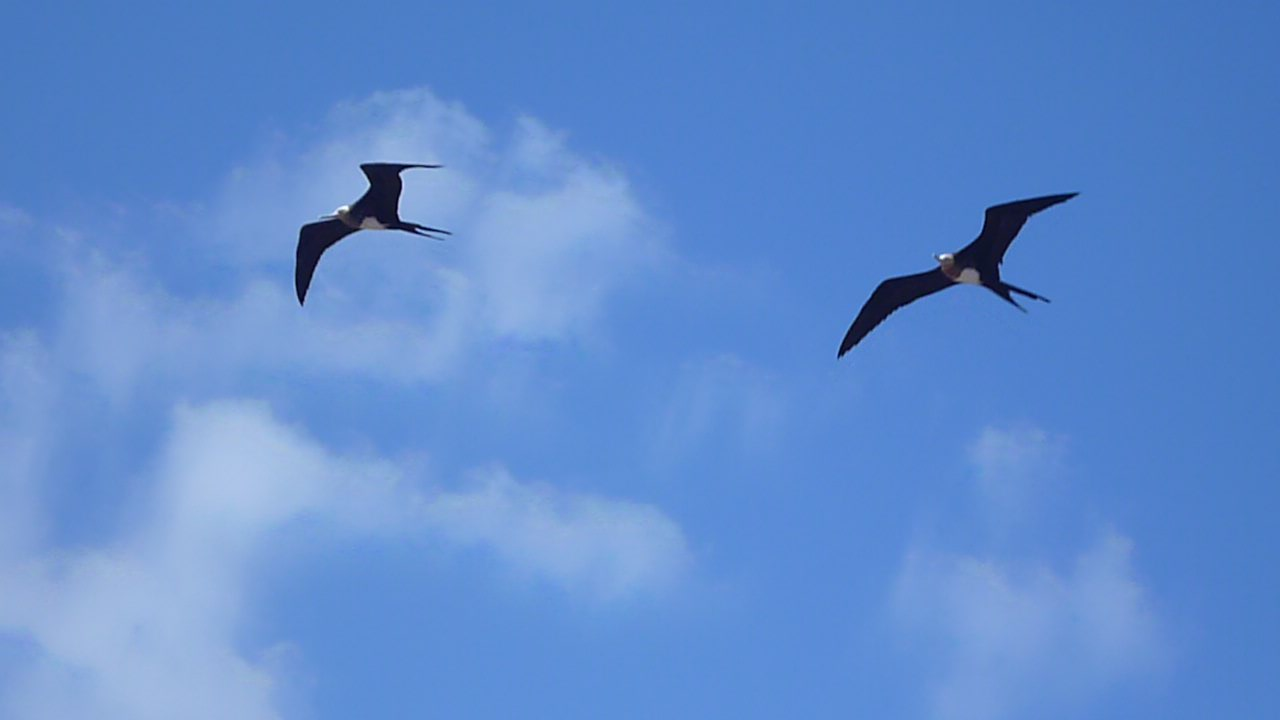
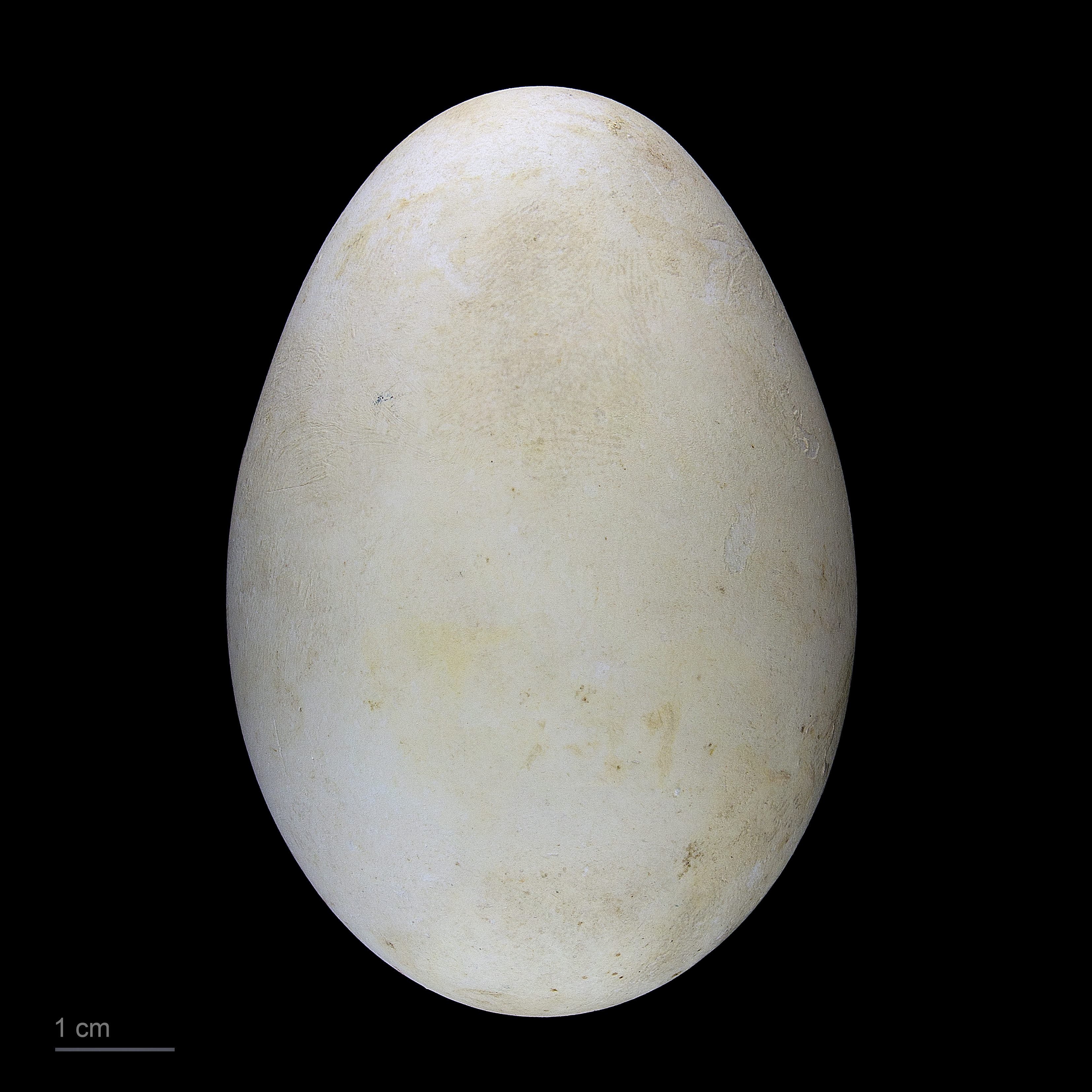
Museum specimen - Mexique